# 오쓰키 히로시
오쓰키 히로시(일본어: 大槻 紘士, 1980년 4월 23일 ~ )는 일본의 전 축구 선수이다.

## 구단 경력
과거 교토 퍼플 상가에서 활동하였다.